# Aufidus niger
Aufidus niger är en insektsart som beskrevs av Victor Lallemand 1927. Aufidus niger ingår i släktet Aufidus och familjen spottstritar. Inga underarter finns listade i Catalogue of Life.